# Ric Keller

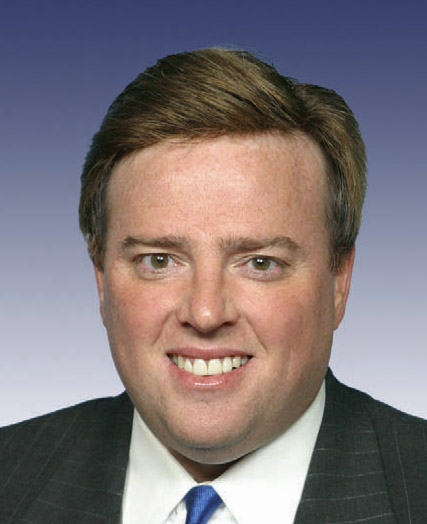
Ric Keller

Richard „Ric“ Keller (* 5. September 1964 in Johnson City, Tennessee) ist ein US-amerikanischer Politiker. Zwischen 2001 und 2009 vertrat er den Bundesstaat Florida im US-Repräsentantenhaus.

## Werdegang
Ric Keller besuchte bis 1982 die Boone High School in Orlando. Danach studierte er bis 1986 an der East Tennessee State University in seinem Geburtsort Johnson City. Nach einem anschließenden Jurastudium an der Vanderbilt University in Nashville und seiner im Jahr 1992 erfolgten Zulassung als Rechtsanwalt begann er in seinem neuen Beruf zu arbeiten.
Politisch schloss sich Keller der Republikanischen Partei an. Bei den Kongresswahlen des Jahres 2000 wurde er im achten Wahlbezirk von Florida in das US-Repräsentantenhaus in Washington, D.C. gewählt, wo er am 3. Januar 2001 die Nachfolge von Bill McCollum antrat. Nach drei Wiederwahlen konnte er bis zum 3. Januar 2009 vier Legislaturperioden im Kongress absolvieren. Diese waren von den Ereignissen des Irakkrieges geprägt. Keller war Mitglied im Ausschuss für Bildung und Arbeit, im Justizausschuss sowie in mehreren Unterausschüssen.
Bei den Kongresswahlen des Jahres 2008 unterlag Ric Keller gegen den Demokraten Alan Grayson. Er hatte erneut kandidiert, obwohl er im Vorfeld seines ersten Wahlsieges eine Erklärung unterschrieben hatte, nicht mehr als vier Amtsperioden anzustreben. Nach seinem Ausscheiden aus dem US-Repräsentantenhaus arbeitete Keller als Partner in einer Anwaltskanzlei in Orlando. Er ist zum zweiten Mal verheiratet und hat vier Kinder.